# Ел Салвадор (Чили)
Ел Салвадор (на испански: El Salvador) е миньорски град в северната част на Чили, регион Атакама. Разположен е в подножието на Андите в централната част на пустинята Атакама. Основан е през 1959 г. от американската минна компания Анаконда Копър Майнинг Къмпани с цел да обслужва близката медна мина. Населението му е 8697 жители при преброяването през 2002 г., а в разцвета на града то е достигало 24000 души.

## История
Още от над 1000 години коренното население атакаменьо е добивало мед, но чак през 50-те години на 20 век проучванията показват, че в този район мед може да бъде добивана в промишлен мащаб. Анаконда Копър е притеснена от изчерпването на медните залежи в Потрерийос и през 1951 г. започва да търси нови залежи. Те са открити през 1954 г. и картографирани година по-късно от дъщерната компания Андес Копър. Заради тяхното разположение в пустинята и отдалеченост от други градове, компанията решава да построи градче, което да разполага с всички удобства за работниците и техните семейства. Строежът на Ел Салвадор продължава между 1956 и 1959 г., а инвестицията на Анаконда Копър за целия комплекс заедно с мината се равнява на 100 милиона щатски долара. Главният архитект на града Реймънд Олсен решава да по построи във формата на амфитеатър, използвайки природните дадености на терена на около шест мили западно от мината; освен това погледнат отгоре, той има формата на шлем на римски войн. Според легендата синът на Олсен го придружава на мястото на бъдещия град и губи там любимата си играчка - шлем на римски войн. Години по-късно, след построяването на града, двамата прелитат над него и Олсен посочва града с думите „Спомняш ли си шлема, който изгуби като малко дете? Виж, ето го.“ През 1971 г. в рамките на национализацията на добива на мед, проведена от Салвадор Алиенде, работата в мината е поета от Коделко.

## Спорт
От 1979 г. Ел Салвадор разполага с футболен отбор - Кобресал, който се състезава в Примера Дивисион. Той е шампион в турнира Клаусура през сезон 2014/2015 и носител на Купата на Чили през 1987 г. Стадионът на отбора е с капицитет почти 21000 зрители, или около 2,5 пъти повече от настоящото население на града.